# Vienne (Isère)
Vienne o Viena del Delfinado es un municipio (commune) francés, situado en el departamento de Isère, en la región de Auvernia-Ródano-Alpes. Es sede de la Cámara de Comercio e Industria de Nord-Isère, que gestiona el puerto y el aeródromo de la ciudad.

## Geografía
Vienne está situada en el departamento de Isère, a orillas del Ródano, 30 km al sur de Lyon. Se extiende a lo largo de la ribera del río, frente a Saint-Romain-en-Gal y Sainte-Colombe, en la confluencia de los ríos Ródano y Gère. La extensión del municipio es de 22,65 km². La población en 2005 era de 30 500 habitantes.

## Demografía
| 12 035 | 10 362 | 11 188 | 11 273 | 14 079 | 16 484 | 17 587 | 18 610 | 20 753 | 19 698 | 20 708 | 23 605 | 26 017 | 26 502 | 26 060 | 25 480 | 24 817 | 24 977 | 24 619 | 24 887 | 24 711 | 23 732 | 25 092 | 25 648 | 25 436 | 23 519 | 25 669 | 26 977 | 29 057 | 27 830 | 28 294 | 29 449 | 29 975 | 29 844 | 29 077 | 29 306 | 31 555 |
| Para los censos de 1962 a 1999 la población legal corresponde a la población sin duplicidades (Fuente: INSEE [Consultar]) |        |        |        |        |        |        |        |        |        |        |        |        |        |        |        |        |        |        |        |        |        |        |        |        |        |        |        |        |        |        |        |        |        |        |        |        |

## Historia
Los primeros hombres aparecieron en la zona de Vienne en época neolítica (3000 a 2500 a. C.). Los asentamientos más antiguos se descubrieron en la colina de Sainte-Hélène, en el barrio de Estressin. Otros hallazgos, que parecen proceder de la misma época, se encuentran en el barrio de Charavel, cerca de los primeros. La Edad del Bronce fue testigo de una gran actividad humana en la zona, de la que procede la actual ciudad, algo que muestran los objetos descubiertos en la zona que proceden de dicha época (principalmente espadas y cerámicas).
Capital de los alóbroges en torno al siglo II a. C., fue convertida en colonia romana por Julio César en el 47 a. C., con el nombre de Colonia Julia Vienna. Una revuelta gala en el 44 a. C. expulsó a sus primeros habitantes, que fundaron cerca una nueva colonia: Lugdunum (Lyon). Fue un centro importante en el periodo romano, rivalizando con su poderosa vecina Lugdunum. El emperador Augusto desterró al etnarca Herodes Arquelao, hijo de Herodes el Grande, a Vienne en el año 6.
Tras ser una ciudad importante de la cristiandad medieval, comenzó a declinar. En 1311 tuvo lugar el XV Concilio ecuménico, y su obispo llevó el título de Primado de los Galos hasta 1802.
En el siglo XX aprovechó la Revolución industrial convirtiéndose en una ciudad obrera, con un gran número de fábricas textiles, que acogieron una gran comunidad de armenios tras la Primera Guerra Mundial.
Tras sufrir los efectos de la desindustrialización al acabar los años 50, la ciudad comenzó un proceso de conversión a la actividad terciaria y a la promoción turística y cultural.
Vienne es conocido ante todo por su festival anual de jazz en julio (Jazz à Vienne), creado en 1981, celebrado en el incomparable marco proporcionado por su Teatro Antiguo.

## Monumentos y lugares de interés

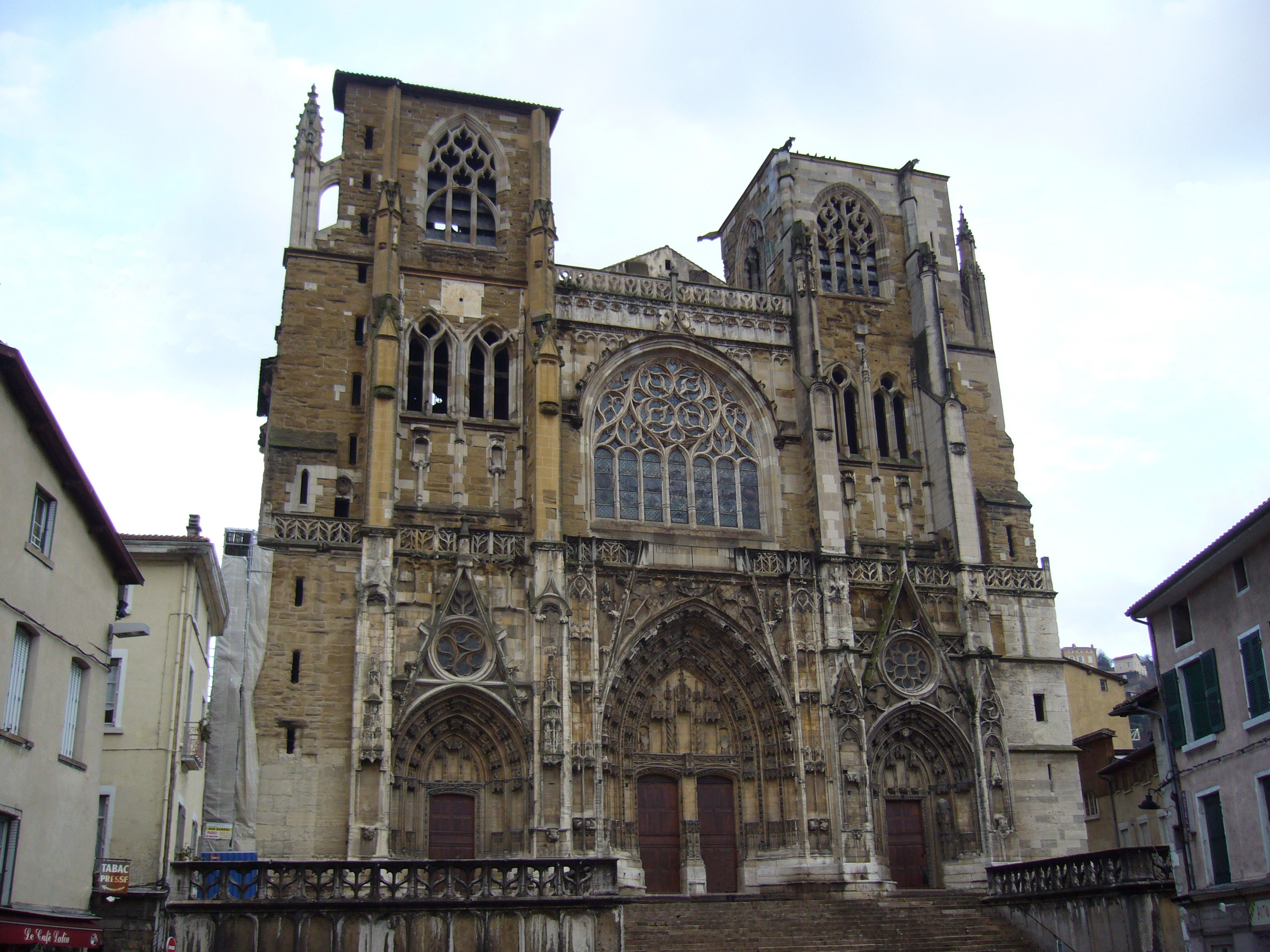
Catedral de San Mauricio

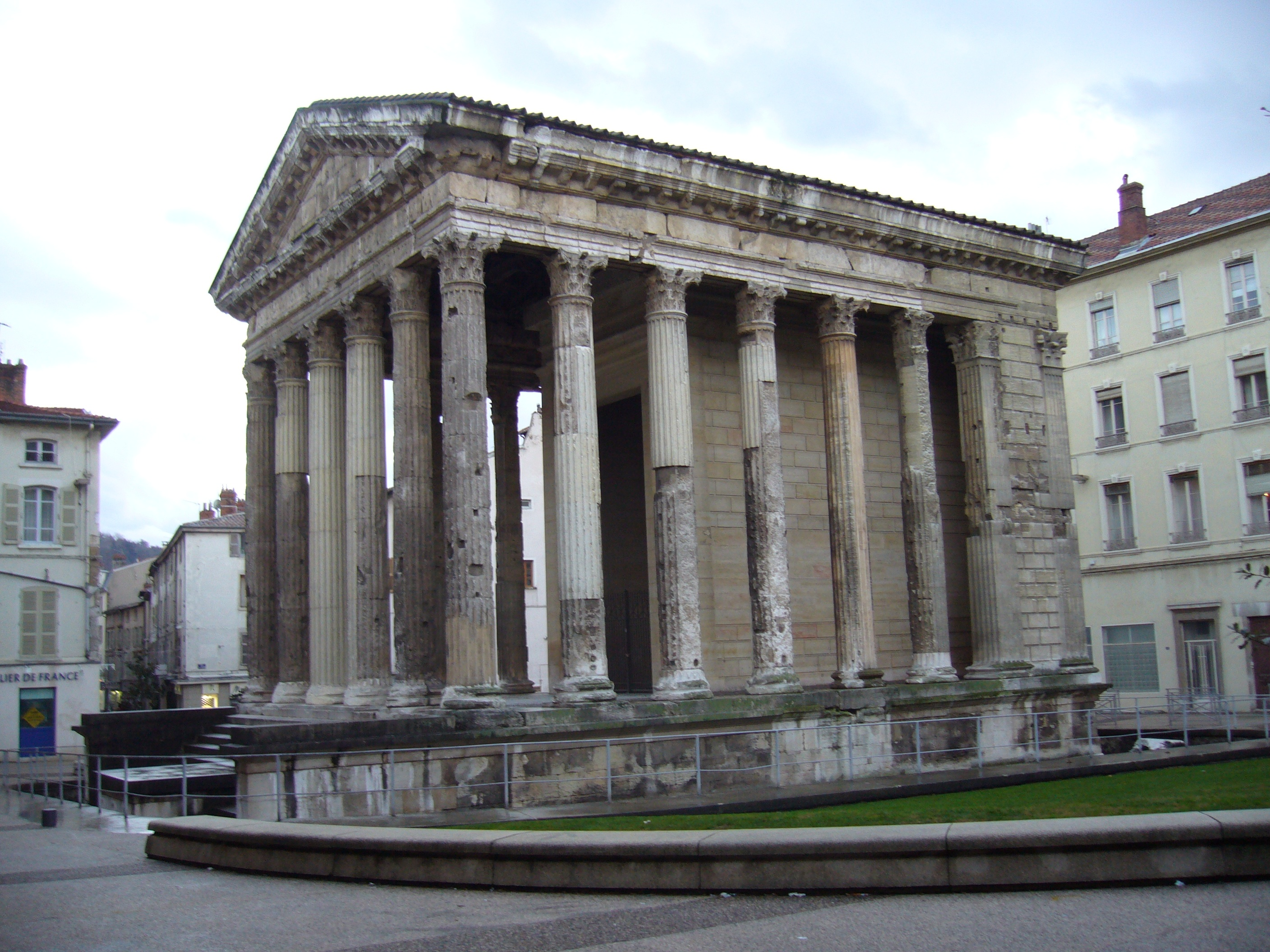
Templo de Augusto y de Livia

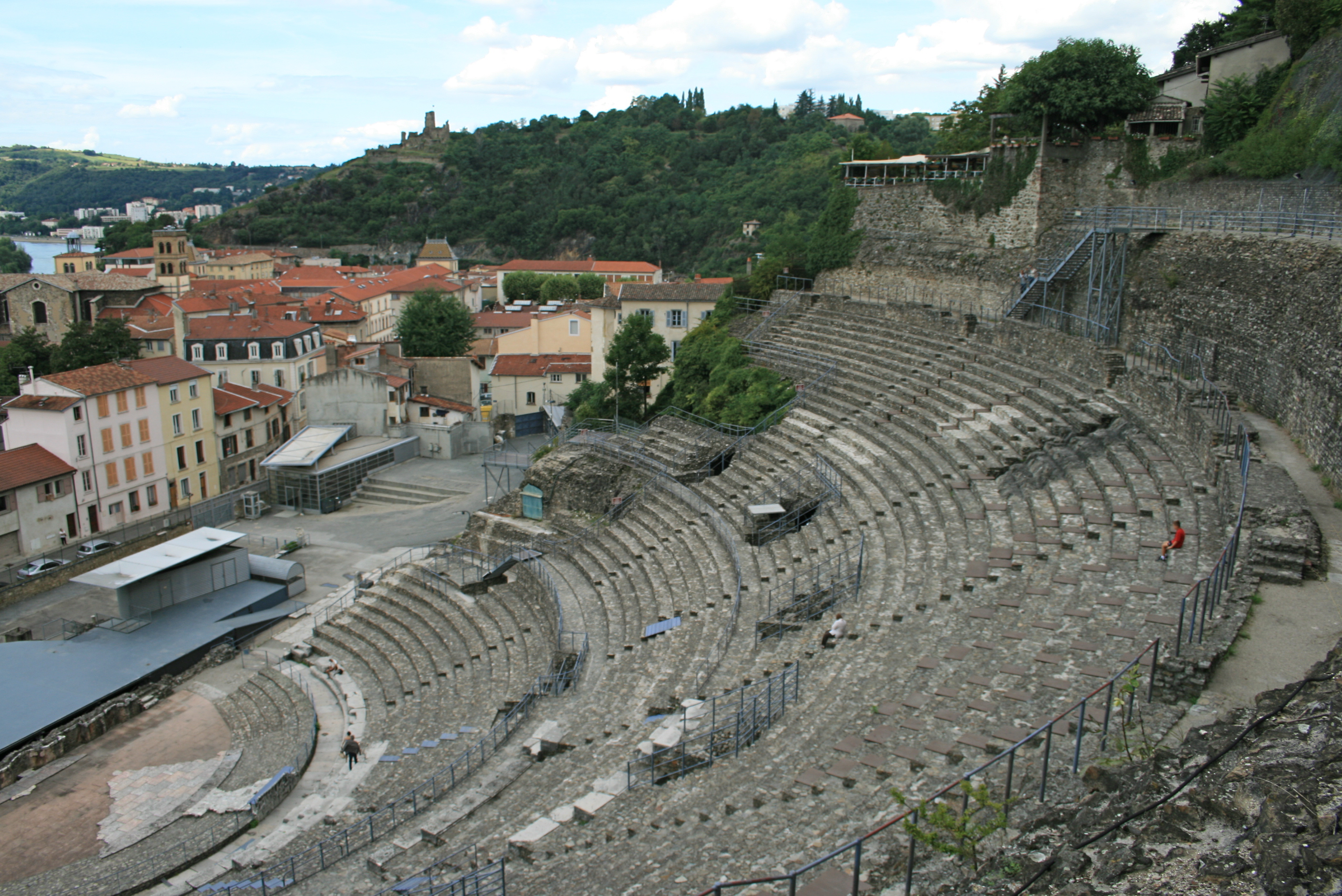
Teatro Antiguo Romano

- El museo galo-romano y yacimiento arqueológico de Saint-Romain-en-Gal.
- El templo de Augusto y de Livia.
- El parque de Cybèle, que es un parque arqueológico que incluye arcos del foro, el auditorio municipal, casas y terrazas acondicionadas.
- La catedral de San Mauricio, iniciada en 1107 y terminada en 1533.
- El teatro antiguo romano, que puede acoger hasta 13 000 espectadores. Todos los veranos acoge el festival “Jazz à Vienne”.
- El odeón antiguo romano.
- La pirámide (obelisco monumental del circo romano).
- La antigua iglesia de San Pedro, hoy museo de lápidas.
- La iglesia y el claustro de Saint-André-le-Bas.
- El monte Pipet y Nuestra Señora de Pipet, con hermosas vistas de la ciudad.
- El castillo de La Bâtie.
- El teatro municipal con su salón del siglo XVIII.

## Fiestas
- Jazz à Vienne (jazz en Vienne): Festival anual al inicio del verano, celebrado en el teatro romano (el mayor teatro romano de Europa), todas las tardes durante dos semanas. Acoge las estrellas internacionales del jazz. Durante mucho tiempo fue el mayor festival de jazz de Francia. Dependiendo del día, también se celebran otros eventos en otros distintos lugares (como el Parque de Cybèle).
- Le Rhône en Fête (el Ródano en fiestas): Fiesta anual con manifestaciones cuyo tema principal es el propio Ródano: música, cantos corales y danzas folclóricas.

## Ciudades hermanadas
- Albacete (España)
- Esslingen am Neckar (Alemania)
- Goris (Armenia)
- Neath Port Talbot (Reino Unido)
- Piotrków Trybunalski (Polonia)
- Schiedam (Países Bajos)
- Údine (Italia)
- Velenje (Eslovenia)